# Javory v Arnoltově

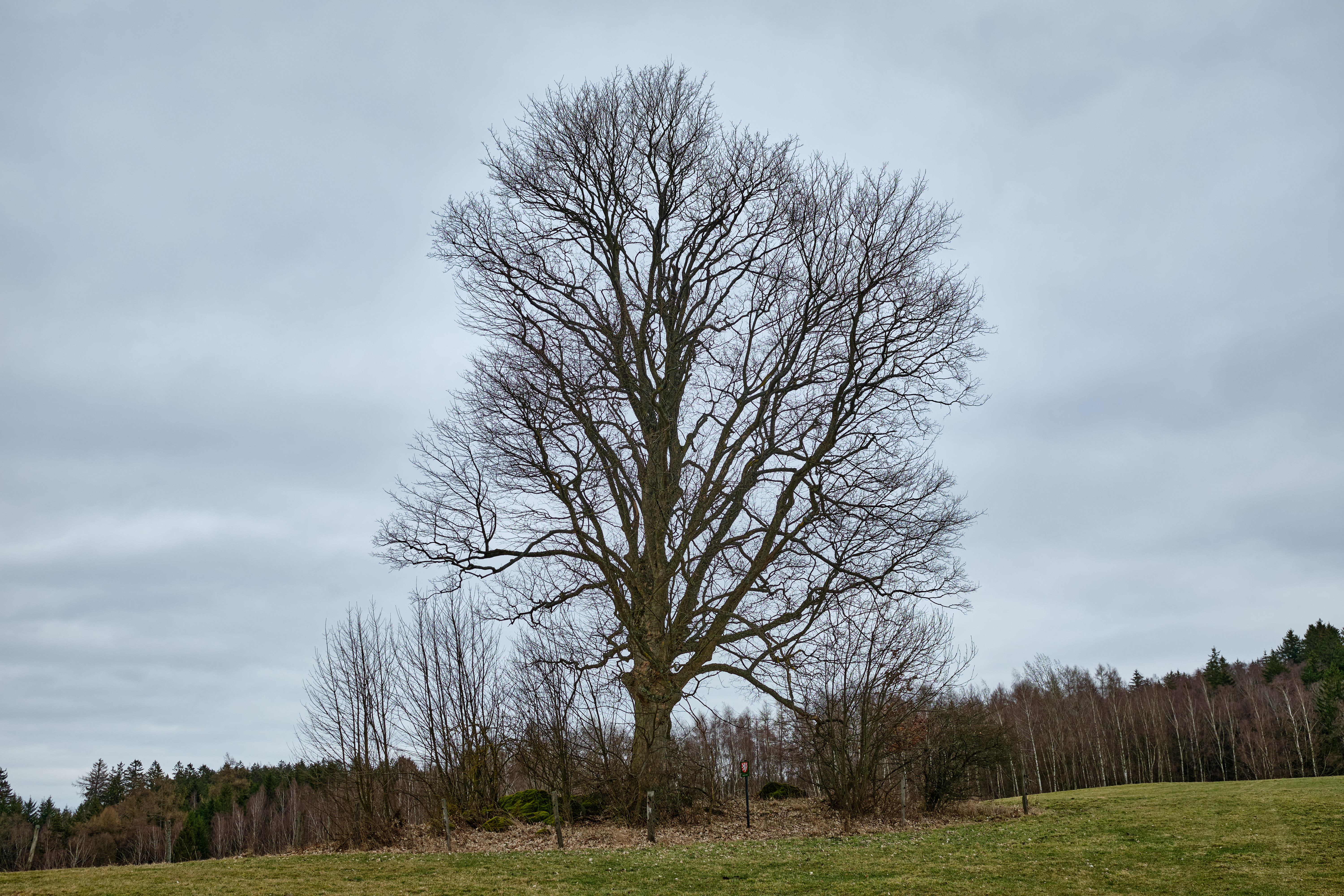
Vyšší z dvou javorů

Javory v Arnoltově jsou dva památné stromy javory kleny (Acer pseudoplatanus), které rostou za Arnoltovem asi 450 m sv. od obce v okrese Sokolov v Karlovarském kraji v severozápadní části CHKO Slavkovský les. Koruny stromů sahají do výšky 21 m a 18,5 m, obvody kmenů měří 292 cm a 420 cm (měření 2012). Oba javory jsou chráněny od roku 2012 jako biologicky významné stromy.

## Stromy v okolí
- Lípa v Arnoltově
- Bambasův dub
- Kleny v Kostelní Bříze
- Lípy u Vondrů
- Lípa u kostela (Kostelní Bříza)
- Lípa v Kostelní Bříze